# Вырожденный полупроводник
Вы́рожденный полупроводни́к — полупроводник, концентрация примесей в котором настолько велика, что собственные электрические свойства практически не проявляются, а проявляются в основном свойства примеси.
У вырожденного полупроводника уровень Ферми лежит внутри одной из разрешённых зон (зоны проводимости, валентной зоны) или же внутри запрещённой зоны на расстоянии по энергии не более {\displaystyle kT} ({\displaystyle k} — постоянная Больцмана, {\displaystyle T} — абсолютная температура) от границ разрешённых зон.
Вырожденные полупроводники получают путём сильного легирования собственных полупроводников.

## Природа вырождения
Характерные для полупроводников свойства обусловлены существованием запрещённой зоны. В собственном полупроводнике валентная зона почти полностью заполнена электронами, а зона проводимости почти пуста даже при достаточно высоких температурах. Уровень химического потенциала расположен посередине запрещённой зоны (при абсолютном нуле температуры), на значительном энергетическом расстоянии от обеих смежных зон. Незначительное количество носителей заряда можно описывать статистикой Максвелла — Больцмана.
При введении примесей, уровень химического потенциала начинает смещаться к одной из зон. При очень высокой концентрации примесей, он может оказаться очень близко и даже внутри одной из зон. В таком случае проявляется фермионный характер электронов проводимости или дырок. Для описания распределения носителей заряда в зонах нужно применять статистику Ферми — Дирака. Полупроводник начинает вести себя аналогично металлу.
В компенсированном полупроводнике, несмотря на большую концентрацию примесей, уровень химического потенциала остаётся внутри запрещённой зоны и вырождения не наблюдается.

## Положение уровня Ферми
При очень сильном вырождении полупроводника n-типа и достаточно низкой температуре положение уровня Ферми рассчитывается как
{\displaystyle E_{F}=E_{c}+{\frac {\hbar ^{2}(3\pi ^{2}n)^{2/3}}{2m_{n}^{*}}}}.
Аналогично для очень сильно вырожденного полупроводника p-типа
{\displaystyle E_{F}=E_{v}-{\frac {\hbar ^{2}(3\pi ^{2}p)^{2/3}}{2m_{p}^{*}}}}.
В этих формулах {\displaystyle n} ({\displaystyle p}) — концентрация электронов (дырок), {\displaystyle m_{n}^{*}} ({\displaystyle m_{p}^{*}}) — их эффективная масса, {\displaystyle E_{c}} ({\displaystyle E_{v}}) — энергия дна зоны проводимости (потолка валентной зоны), {\displaystyle \hbar } — редуцированная постоянная Планка.